# Anstalten Malmö Kirseberg

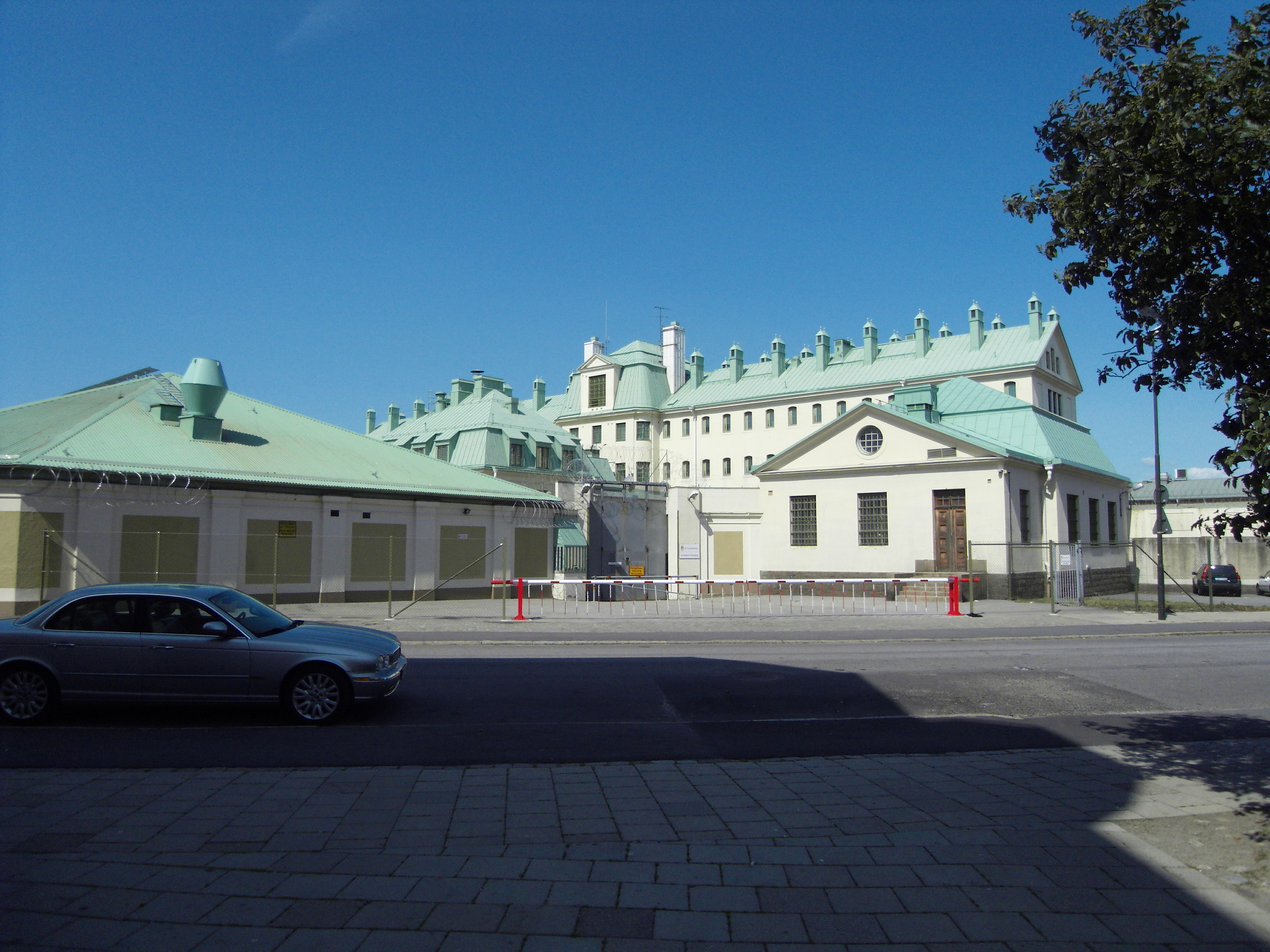
Kirsebergsanstalten sedd från Norra Bulltoftavägen (2013).

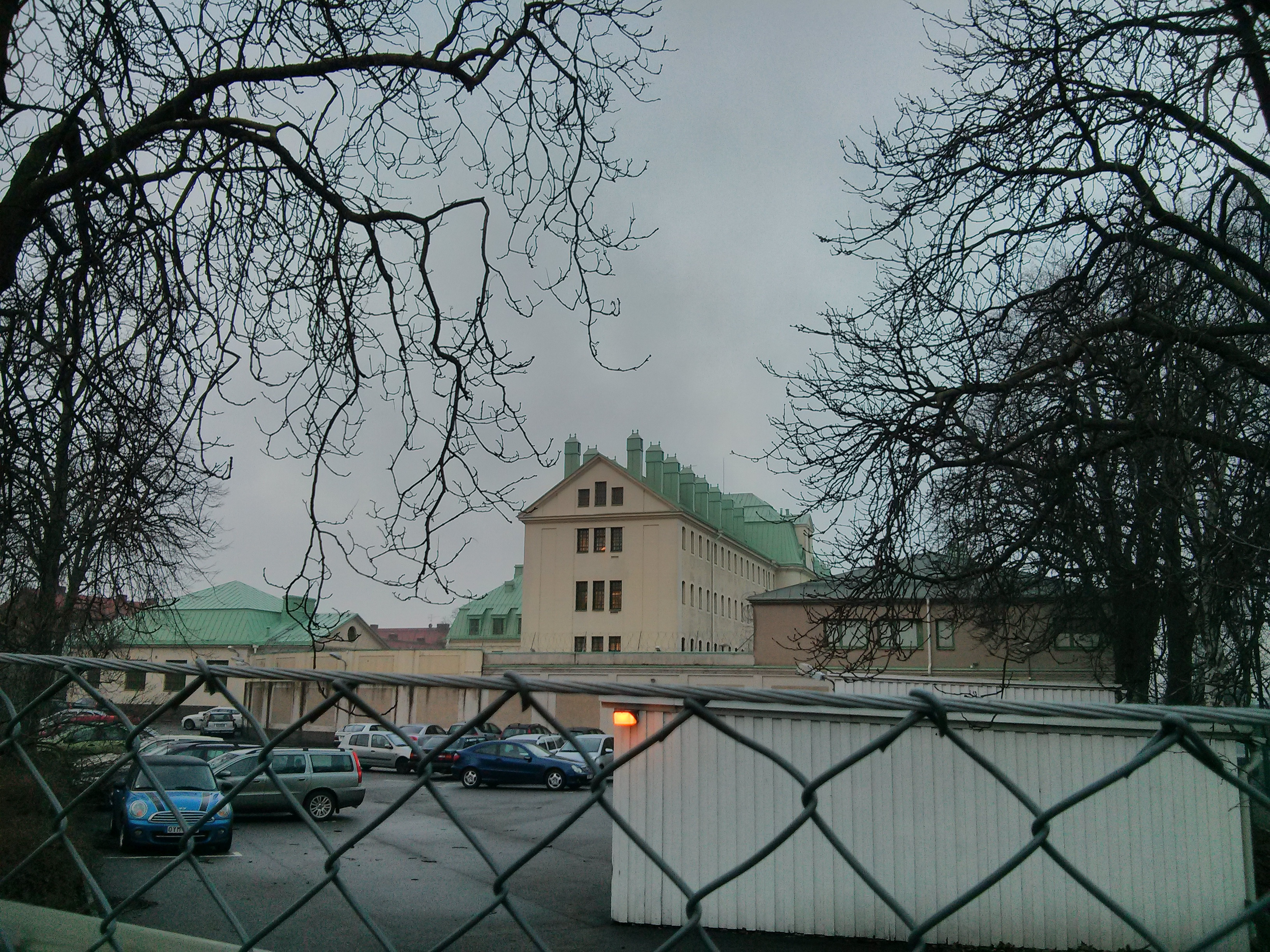
Anstalten Kirseberg år 2013 sedd från korsningen Norra Bulltoftavägen - Gevaldigergatan

Anstalten Malmö Kirseberg, även Kirsebergsanstalten, tidigare Centralfängelset i Malmö, är ett före detta fängelse och sluten anstalt i säkerhetsklass 2 (med tillagd så kallad upphöjd säkerhet) i stadsdelen Kirseberg i norra Malmö. Anstalten var ett cellfängelse med totalt 151 platser.

## Allmänt
Kirsebergsanstalten var en av Sveriges största anstalter med totalt 151 platser och cirka 170 anställda och inplacerad i säkerhetsklass 2 med så kallad upphöjd säkerhet. Klass 2 innebär en sluten anstalt med normal säkerhet och förmåga att motstå rymningar samt fritagningsförsök. 
Upphöjd säkerhet innebar att anstaltens rutiner på vissa sätt liknade klass 1-anstalters (såsom Kumla och Hall). 
Tidigare var Kirseberg klass C, med A-F och där A var högst.

## Historia, händelser och verksamhet
Anstalten ersatte 1914 det centralfängelse som låg i Malmöhus slott. Byggnaden ritades av arkitekten Gustaf Lindgren, som tidigare även ritade Härlanda fängelse i Göteborg och likheterna dem emellan är tydliga. Kirseberg var det sista fängelse i Sverige som byggdes enligt principerna för cellstraffet, men den totala cellisoleringen övergavs bara efter ett par år. Från början var 180 celler fördelade på fyra våningsplan. Dessutom inrättades ett sextiotal större arbetsceller. I vinkel mot cellbyggnaden uppfördes en administrationsbyggnad.  
Inledningsvis överfördes omkring 140 fångar från de gamla fängelserna. Antalet fångar steg därefter oavbrutet fram till 1918 då beläggningen var i genomsnitt 255 personer, med ett rekord av 304. Under 1920-talet minskade antalet intagna generellt och åren 1931-1935 var dagsmedeltalet intagna 165, med ett högsta tal på 202. 
Kirsebergsanstalten hade tidigare öppna gallerier mellan våningsplanen, vilket underlättade bevakningen. Dessa började läggas igen på 1960-talet och är sedan 1970-talet helt igenlagda. Tidigare fanns här ett kvinnohäkte, men sedan 1984 fanns endast manliga intagna vid anstalten. 
Kirsebergsanstalten fungerade tidigare som så kallad riksanstalt. Detta innebar att anstalten skulle kunna ta emot krävande intagna med längre strafftider från såväl lokalanstalterna i södra Sverige som från andra delar av landet. Kirseberg var länge också att betrakta som en så kallad disciplinanstalt där särskilt besvärliga intagna placerades.  

### Verksamhet
På Kirseberg fanns möjlighet till lätt styrketräning och fotboll. En musikgrupp fanns ett tag med lärare från Musikhögskolan. Kyrkorna hade gudstjänster och sammankomster med intagna och från Röda korset kom besöksgrupper. I anslutning till anstalten, men utanför muren, fanns ett så kallat halvvägshus. Detta var till för intagna som var i slutet av sitt straff och skulle slussas ut i samhället. I modern tid, fram till stängningen av anstalten, jobbade de flesta intagna i anstaltens verkstad eller tvätteri. Intagna kunde även studera och en svetsutbildning fanns. En i detaljrikedom nära exakt modell av fängelset byggdes av några fångar i träverkstaden, denna bevaras idag av Kriminalvården. Bland bevarat kontraband som hittats av kriminalvårdare under åren, finns bland annat en kulsprutepistol som byggdes av en fånge i verkstaden. Enligt rapporten saknade vapnet bara några få delar för att 
fungera.

### Upplopp
2006 skedde ett upplopp på en avdelning. En fånge hade nekats en begäran och en grupp fångar reagerade våldsamt mot inredningen varpå polis tillkallades. Inga vakter skadades av fångarna, men polis fick slå ned upploppet med tårgas.

## Nedläggning
Framtiden för Kirsebergsanstalten var under relativt lång tid osäker av olika skäl. Anstalten var gammal och sliten med låg standard. De många våningsplanen gjorde anstalten svår att anpassa till moderna krav på arbetsmiljö och kriminalvård. Vidare var anstalten belägen närmast mitt i stadsdelen Kirseberg, nära såväl bostäder som skolor. Detta gjorde det svårt att bygga ut den, exempelvis för att höja det fysiska skyddet mot rymningar och fritagningar. 
2014 meddelade Kriminalvården att anstalten skulle stänga tillfälligt för renovering 1 juni 2015.
2016 beslutade Kriminalvården att överlåta anstalten till Migrationsverket och att
inleda samtal om en framtida anstalt i Svedala kommun.
Den 12 juli 2017 tillkännagavs i ett pressmeddelande att det kommunala bostadsbolaget MKB Fastighets AB i Malmö köpt fastigheten (Malmö Centralfängelset 1) med fängelsebyggnaderna.